# Gouvernement Drakeford II
Pour les articles homonymes, voir Gouvernement Mark Drakeford.
2021 — 2024
Drakeford I Gething
Le second gouvernement de Mark Drakeford est la onzième administration exécutive dévolue du pays de Galles, en fonction du 13 mai 2021 au 20 mars 2024, sous la VIe législature du Parlement gallois.
Ce gouvernement gallois est dirigé par Mark Drakeford, réélu premier ministre le 12 mai 2021 après la victoire du Parti travailliste aux élections générales du Senedd du 6 mai précédent. Il s’agit d’un gouvernement minoritaire soutenu par 30 des 60 représentants du Parlement gallois constitués au sein du groupe travailliste.

## Histoire

### Contexte politique
Depuis la mise en place de la dévolution de certaines prérogatives du Parlement du Royaume-Uni vers le pays de Galles en 1999, le Parti travailliste gallois conserve à chaque élection son statut de principal groupe politique au sein de la législature créée sous le nom d’assemblée nationale pour le pays de Galles (National Assembly for Wales en anglais et Cynulliad Cenedlaethol Cymru en gallois), devenue en 2020 le Parlement gallois (Welsh Parliament en anglais et Senedd Cymru en gallois). Manquant d’atteindre à chaque scrutin la majorité absolue, le parti est toujours à la tête d’une administration exécutive minoritaire à l’exception de périodes de coalitions gouvernementales comme entre 2000 et 2003 avec les démocrates libéraux et entre 2007 et 2011 avec les nationalistes de Plaid Cymru.
Sous la législature précédente dont le cycle a débuté à la suite des élections de mai 2016, le premier ministre sortant Carwyn Jones est reconduit dans sa position de chef de gouvernement en vertu d’un accord politique de « soutien » avec Plaid en raison de l’absence de majorité technique pour former un cabinet. Aussi, le parti travailliste est contraint de conclure en début de mandature un partenariat personnel avec Kirsty Williams, l’unique démocrate libérale de la chambre siégeant en non-inscrite. À la faveur d’un remaniement ministériel opéré en novembre 2017, le gouvernement conduit par Carwyn Jones devient majoritaire grâce au soutien et à la participation du baron Elis-Thomas, une autre personnalité non-inscrite dans la législature anciennement membre de Plaid,,,.
Au printemps 2018, Carwyn Jones annonce son intention de quitter la fonction de premier ministre et de démissionner de la direction du Parti travailliste gallois d’ici à la fin de l’année. Au sein de la formation politique, une élection est organisée à partir du 27 septembre afin qu’un successeur lui soit trouvé. S’opposent trois membres en exercice de son gouvernement : Eluned Morgan, ministre de la Langue galloise et de la Formation continue depuis 2017 ; Vaughan Gething, secrétaire de cabinet à la Santé, au Bien-être et aux Sports depuis 2016 ; et Mark Drakeford, secrétaire de cabinet aux Finances depuis 2016. Ce dernier remporte la course à la direction du parti le 6 décembre avec plus de 53 % des voix au second tour face à Vaughan Gething,,.
À l’assemblée nationale pour le pays de Galles, Carwyn Jones lance la procédure de démission de son poste de premier ministre le 11 décembre 2018, provoquant le lendemain la tenue d’une élection pour occuper la fonction. Tandis que la candidature de Mark Drakeford est présentée par le premier ministre sortant, deux des chefs d’opposition à la majorité travailliste — Paul Davies pour les conservateurs et Adam Price pour Plaid — se présentent en vain au scrutin, remporté par le tout nouveau chef du Parti travailliste. Formellement nommé par la reine Élisabeth II quelques heures plus tard, il forme son gouvernement le 13 décembre, ayant préalablement réitéré les accords personnels conclus avec Kirsty Williams et Dafydd Elis-Thomas, qui sont maintenus dans leurs positions respectives,,.
Bien qu’il ne souhaite pas accomplir un mandat complet comme premier ministre pendant la législature suivante, Mark Drakeford conduit le Parti travailliste gallois aux élections générales du Senedd tenues le 6 mai 2021 dans le contexte de pandémie de Covid-19. Contre toute attente, il parvient à faire élire 30 représentants travaillistes au Parlement gallois, reproduisant les victoires de ses prédécesseurs aux élections 2003 et de 2011, scrutins au cours desquels la moitié des sièges avaient également été raflés. À une voix de la majorité absolue, un gouvernement minoritaire est envisagé comme la forme d’exécutif la plus plausible,.

### Mise en place du gouvernement
Le 12 mai 2021, lors de la séance inaugurale du VIe Senedd, après la réélection d’Elin Jones comme présidente et l’élection de David Rees comme vice-président, la candidature de Mark Drakeford au poste de premier ministre est proposée par la ministre des Finances Rebecca Evans (en), et, en l’absence d’opposition, elle est déclarée valide et présentée par la présidente à la reine, qui accepte formellement la nomination du premier ministre sortant quelques heures plus tard. Ce dernier prête solennellement serment de fidélité à la monarchie le lendemain devant un juge pour authentifier son entrée en fonction,.
Quelques heures après son assermentation en tant que premier ministre, Mark Drakeford nomme ses ministres et ses vice-ministres, l’après-midi du 12 mai. Vis-à-vis de l'équipe précédente, est remarqué le départ du ministre de l’Économie et des Transports Ken Skates (en), qui retourne à l’arrière-ban pour renforcer le parti dans le nord du pays de Galles en vue du prochain scrutin local et des élections générales des Communes à venir. Les membres sortants Eluned Morgan et Jeremy Miles sont respectivement promus ministre de la Santé et ministre de l’Éducation tandis que Vaughan Gething reprend l’ancien portefeuille de Ken Skates.
Dans le reste des fonctions ministérielles du cabinet, Rebecca Evans conserve les Finances, obtient le Gouvernement local mais perd la dignité de chef parlementaire, conférée à Lesley Griffiths (en), nouvelle ministre du Nord du pays de Galles. Mark Drakeford érige deux postes au sein de son gouvernement en faveur de proches de la première heure : celui de ministre de la Justice sociale, attribué à Jane Hutt, membre de toutes les équipes ministérielles précédentes depuis 1999, ainsi que celui de ministre du Changement climatique, donné à Julie James (en). En outre, Mick Antoniw (en) est proposé pour la fonction de conseiller général et ministre de la Constitution,.
Du point de vue des vice-ministres, de nouvelles personnalités passent de l’arrière-ban au gouvernement pour la première fois. L’élue « historique » Lynne Neagle (en), représentant depuis la création de l’Assemblée galloise en 1999 la circonscription de Torfaen, est promue à la Santé mentale et au Bien-être, sous la direction d’Eluned Morgan. Dawn Bowden (en), quant à elle, devient whip en chef ainsi que vice-ministre des Arts et des Sports. Julie Morgan (en), Lee Waters (en) et Hannah Blythyn (en) sont maintenus dans leurs fonctions, avec des changements d’attributions — créées ex nihilo — pour les deux derniers, respectivement le Changement climatique et le Partenariat social,,.

### Accord de coopération avec les nationalistes
Quelques jours après l’entrée en fonction du VIe Senedd, Mark Drakeford soutien l’accroissement du nombre d’élus au sein du Parlement gallois, comme une majorité de partis présents à Cardiff Bay (les travaillistes, les nationalistes de Plaid Cymru et la démocrate libérale Jane Dodds). Alors que des pourparlers entre les groupes travailliste et de Plaid au Senedd sont lancés le 14 septembre 2021 à propos d’une coopération entre les deux mouvements, un accord est conclu entre le premier ministre et le chef de Plaid Cymru le 22 novembre suivant sur un programme politique partagé de 46 sujets, dont la gratuité des repas scolaires pour tous les élèves de primaire ou encore la réforme électorale du Senedd. Approuvé par les appareils politiques des deux partis, le document est signé le 1er décembre, jour de son entrée en vigueur pour une durée de trois ans. Ce pacte politique permet en outre aux travaillistes minoritaires à la chambre d’entériner des lois et les budgets chaque année pendant toute la période,,.
Dans un entretien accordé à Wales Online à la fin du mois de décembre 2022, Mark Drakeford annonce qu’il ne sera sans doute plus premier ministre d’ici 2024, lançant ainsi la course à la direction du parti selon les commentateurs politiques. D’après ces derniers, deux candidats à sa succession sortiraient du lot : les ministres Jeremy Miles et Vaughan Gething,.
Une adaptation des responsabilités ministérielles est opérée le 2 mai 2023 : tandis que le portefeuille de Dawn Bowden est élargi au tourisme, cette dernière perd sa fonction de whip en chef, attribuée à Jane Hutt.

## Statut
Au sens de la disposition 45 du Government of Wales Act 2006 amendée par le Wales Act 2014, l’administration exécutive dévolue du pays de Galles est qualifiée de « Gouvernement gallois » (Welsh Government en anglais et Llywodraeth Cymru en gallois). Ses membres prennent rang selon une pratique et un ordre hiérarchique ministériel légal, qui est le suivant, :
1. Le premier ministre (First Minister en anglais et Prif Weinidog en gallois)[b] ;
2. Les ministres (Ministers en anglais et Ggweinidogion en gallois)[c] ;
3. Le conseiller général (Counsel General en anglais et Cwnsler Cyffredinol en gallois)[d] ;
4. Les vice-ministres (Deputy Ministers en anglais et Dirprwy Weinidogion en gallois)[e].

## Composition

### Cabinet
Les membres du cabinet sont nommés par le premier ministre le 13 mai 2021. Ce dernier propose au Parlement gallois la désignation de Mick Antoniw (en) pour le poste de conseiller général le jour-même. Officiellement approuvée par les membres du Senedd le 24 mai suivant, il entre en fonction le 28 mai 2021. Une réorganisation des attributions ministérielles est établie le 2 mai 2023,,,,,.
| Poste | Identité                             | Mandat                     | Groupe | Groupe             |
| --- | ------------------------------------ | -------------------------- | ------ | ------------------ |
| Premier ministre First Minister Prif Weinidog | Mark Drakeford                       | 12 mai 2021 — 20 mars 2024 |        | Parti travailliste |
| Ministre des Finances et du Gouvernement local Minister for Finance and Local Government Y Gweinidog Cyllid a Llywodraeth Leol                     | Rebecca Evans (en)                   | 13 mai 2021 — 20 mars 2024 |        | Parti travailliste |
| Ministre de la Santé et des Services sociaux Minister for Health and Social Services Y Gweinidog Iechyd a Gwasanaethau Cymdeithasol                | Eluned Morgan, baronne Morgan of Ely | 13 mai 2021 — 20 mars 2024 |        | Parti travailliste |
| Ministre de l’Économie Minister for the Economy Gweinidog yr Economi                                                                               | Vaughan Gething                      | 13 mai 2021 — 20 mars 2024 |        | Parti travailliste |
| Ministre des Affaires rurales et du Nord du pays de Galles Minister for Rural Affairs and North Wales Y Gweinidog Materion Gwledig a Gogledd Cymru | Lesley Griffiths (en)                | 13 mai 2021 — 20 mars 2024 |        | Parti travailliste |
| Trefnydd | Lesley Griffiths (en)                | 13 mai 2021 — 20 mars 2024 |        | Parti travailliste |
| Ministre de la Justice sociale Minister for Social Justice Y Gweinidog Cyfiawnder Cymdeithasol                                                     | Jane Hutt                            | 13 mai 2021 — 2 mai 2023   |        | Parti travailliste |
| Ministre de la Justice sociale et whip en chef Minister for Social Justice and Chief Whip Y Gweinidog Cyfiawnder Cymdeithasol a’r Prif Chwip       | Jane Hutt                            | 2 mai 2023 — 20 mars 2024  |        | Parti travailliste |
| Ministre du Changement climatique Minister for Climate Change Y Gweinidog Newid Hinsawdd                                                           | Julie James (en)                     | 13 mai 2021 — 20 mars 2024 |        | Parti travailliste |
| Ministre de l’Éducation et de la Langue galloise Minister for Education and the Welsh Language Gweinidog y Gymraeg ac Addysg                       | Jeremy Miles                         | 13 mai 2021 — 20 mars 2024 |        | Parti travailliste |
| Conseiller général et ministre de la Constitution Counsel General and Minister of the Constitution Cwnsler Cyffredinol a Gweinidog y Cyfansoddiad  | Mick Antoniw (en)                    | 28 mai 2021 — 20 mars 2024 |        | Parti travailliste |
| Titulaire d’un poste ayant des dispositions particulières pour être membre du cabinet                                                              |                                      |                            |        |                    |
| Whip en chef Chief Whip Prif Chwip | Dawn Bowden (en)                     | 13 mai 2021 — 2 mai 2023   |        | Parti travailliste |

Galerie des membres du cabinet
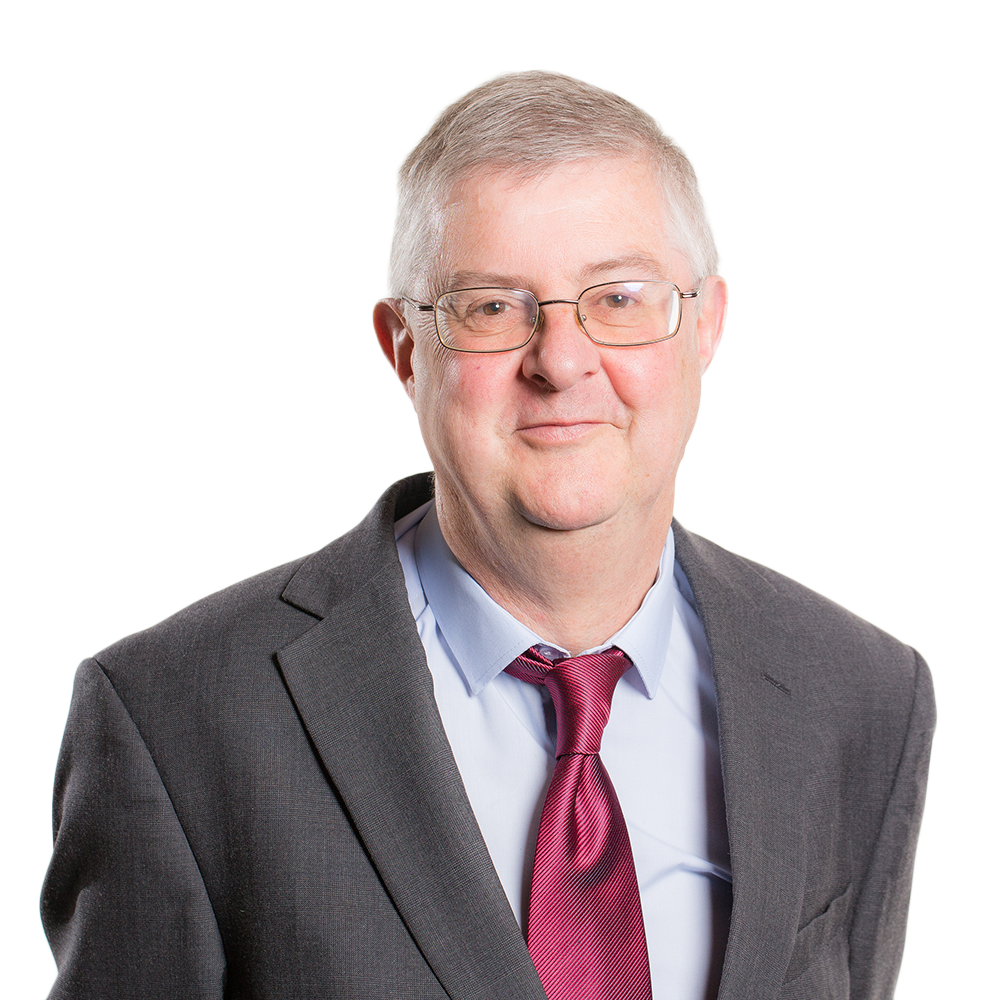
Mark Drakeford (premier ministre)
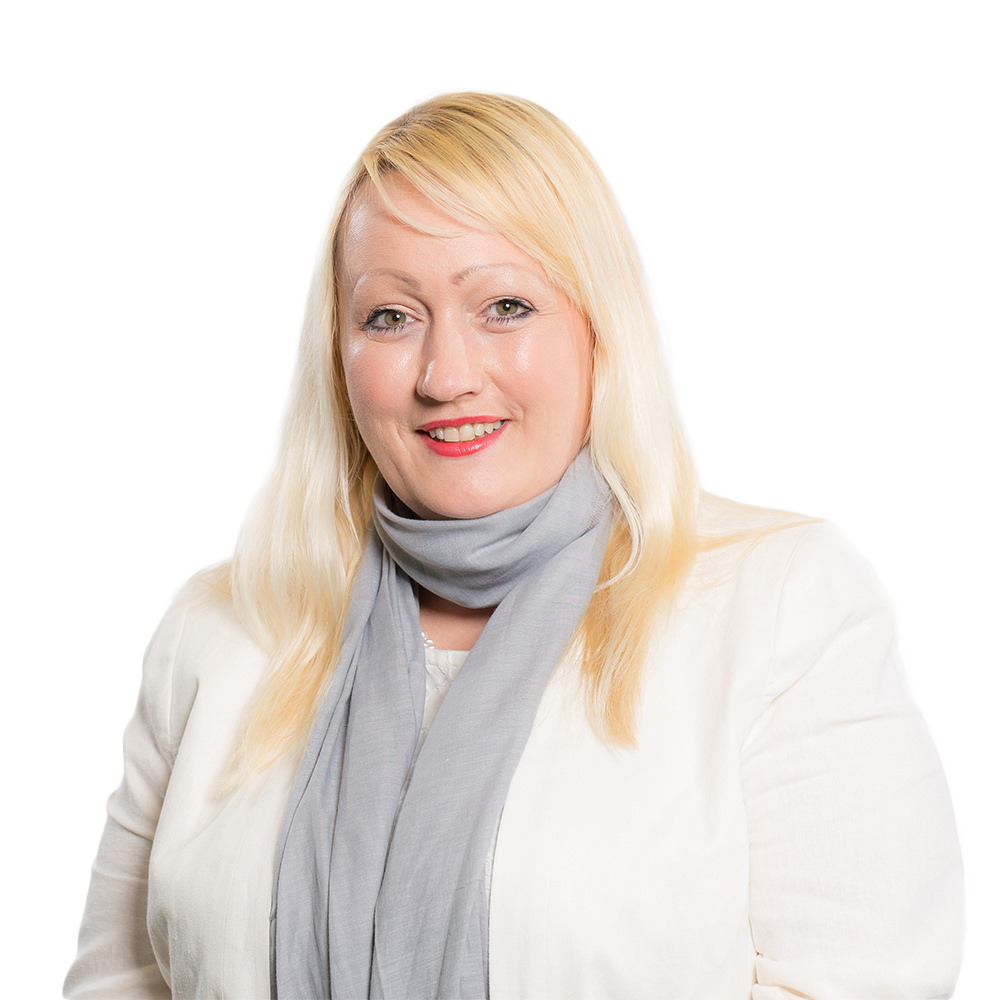
Rebecca Evans (Finances et Gouvernement local)
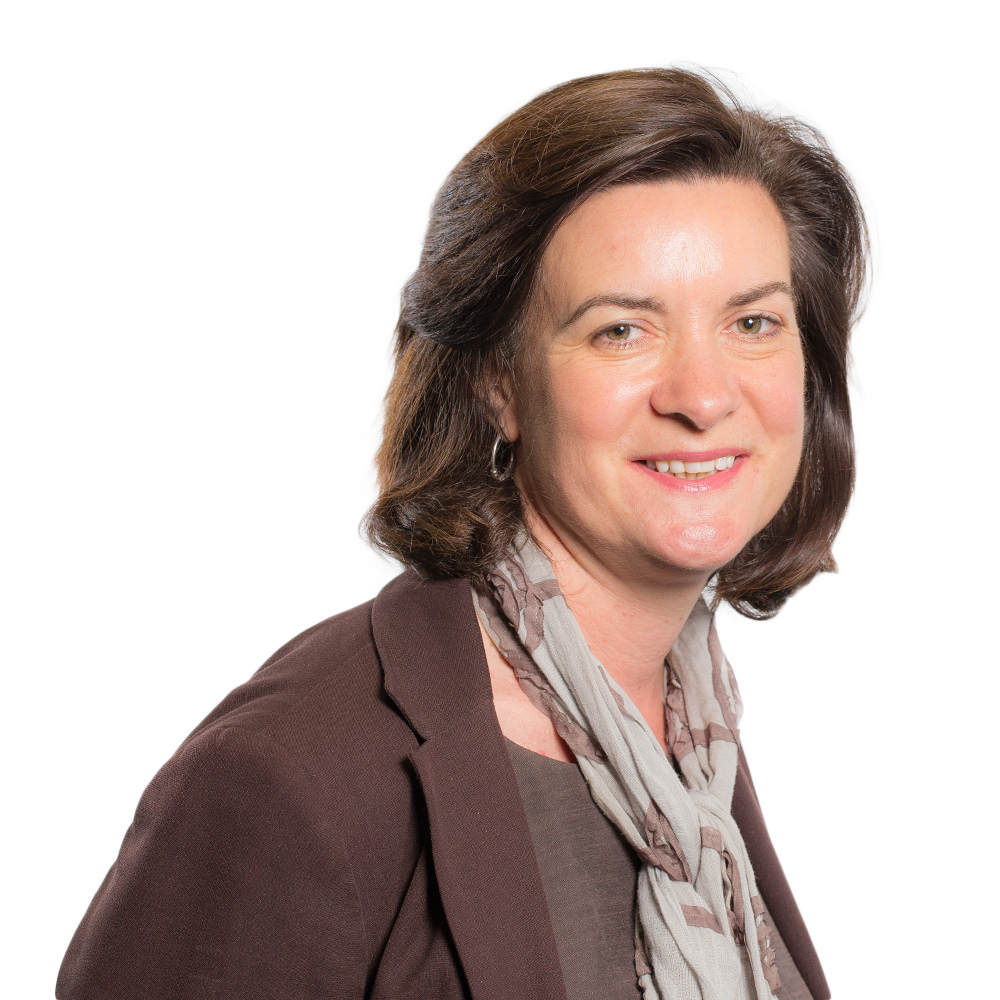
Eluned Morgan (Santé et Services sociaux)
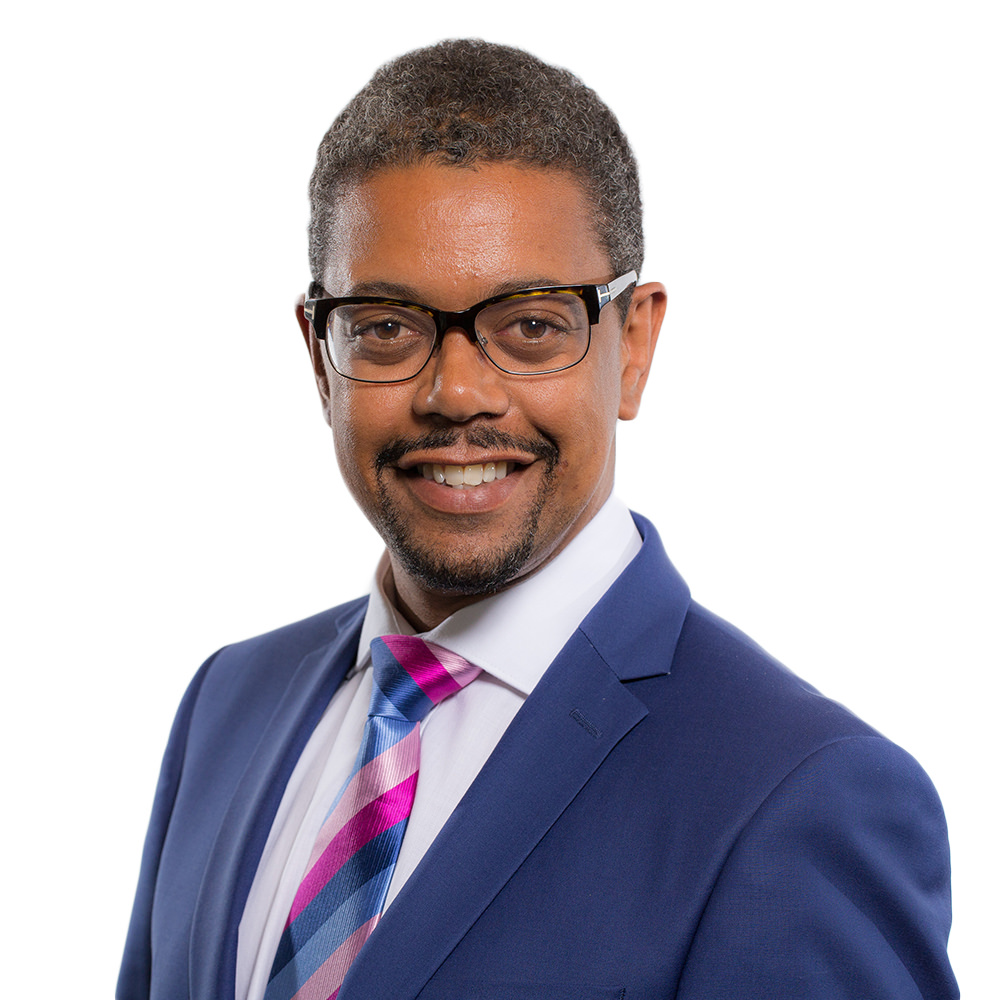
Vaughan Gething (Économie)
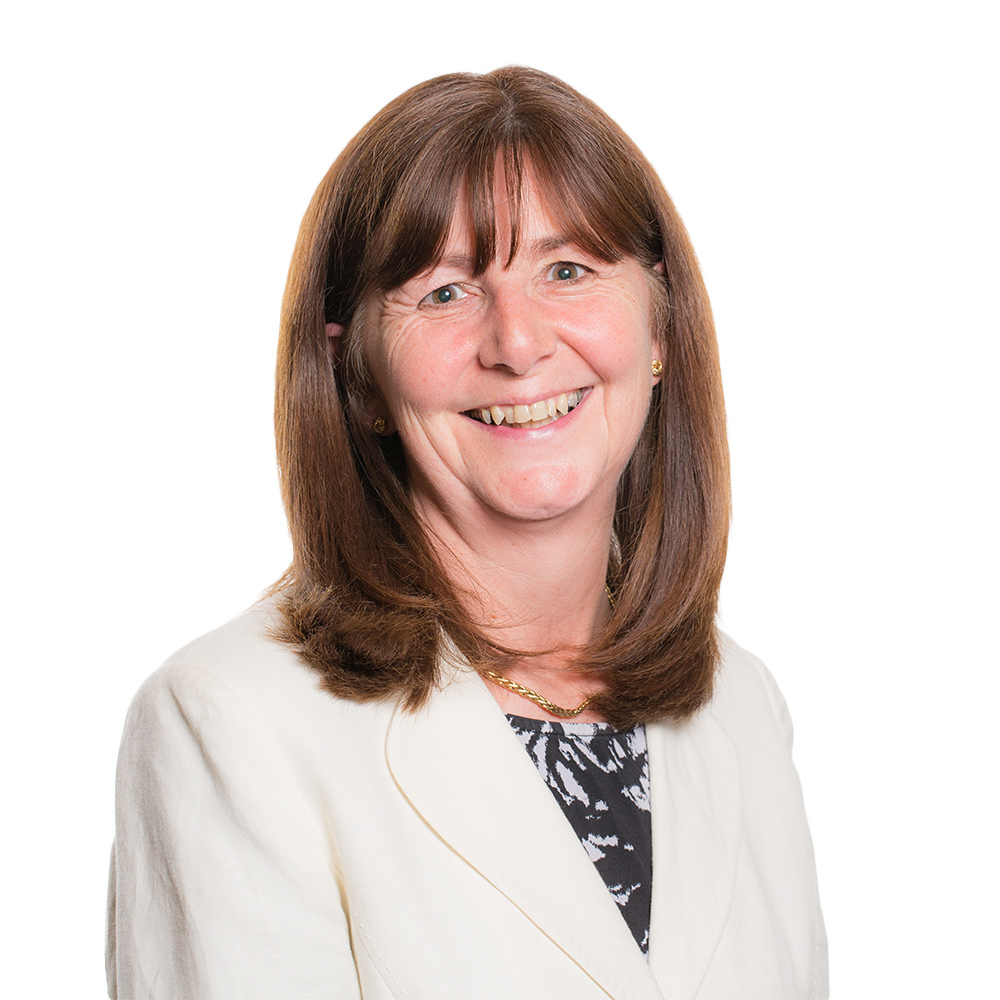
Lesley Griffiths (Affaires rurales et Nord)
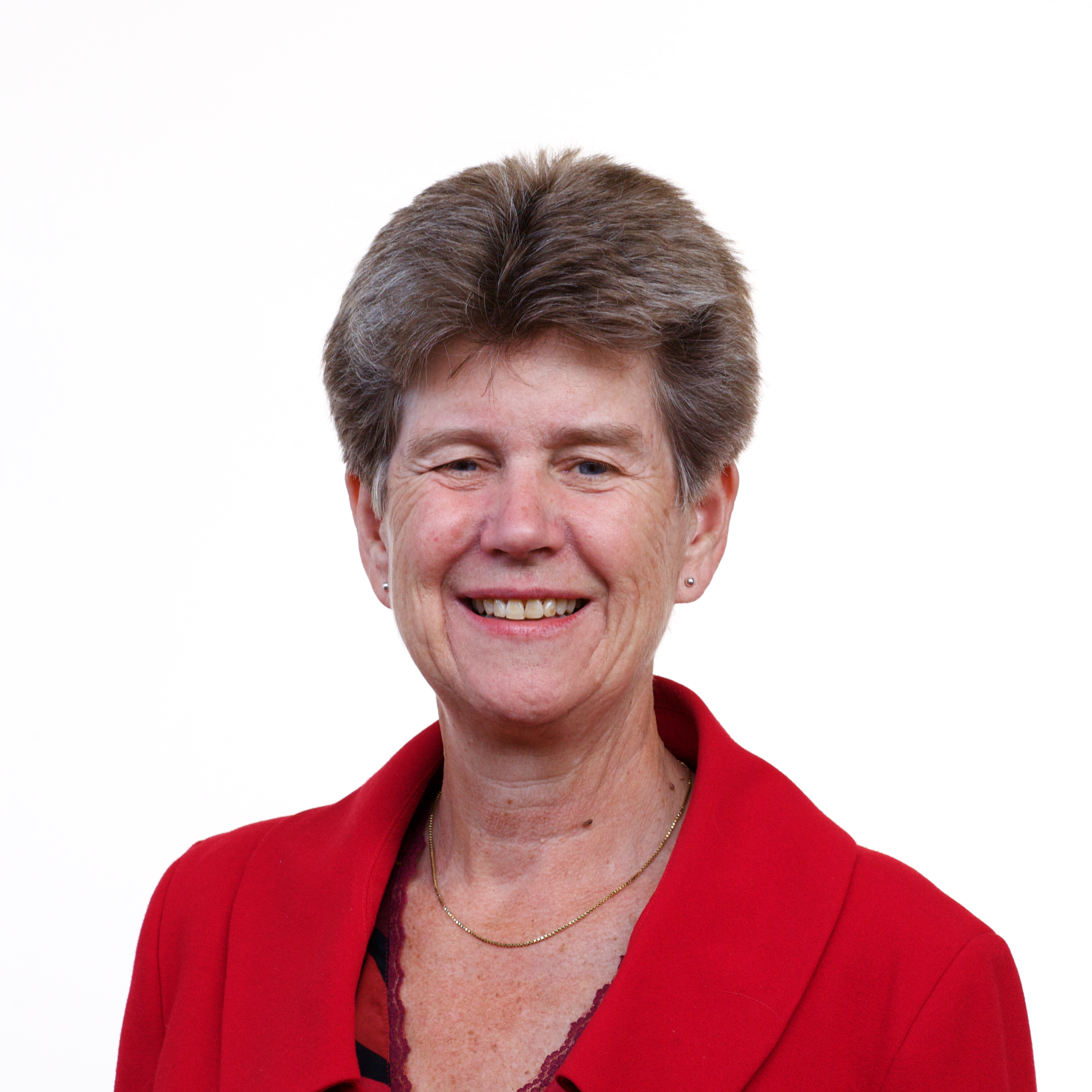
Jane Hutt (Justice sociale et whip en chef)
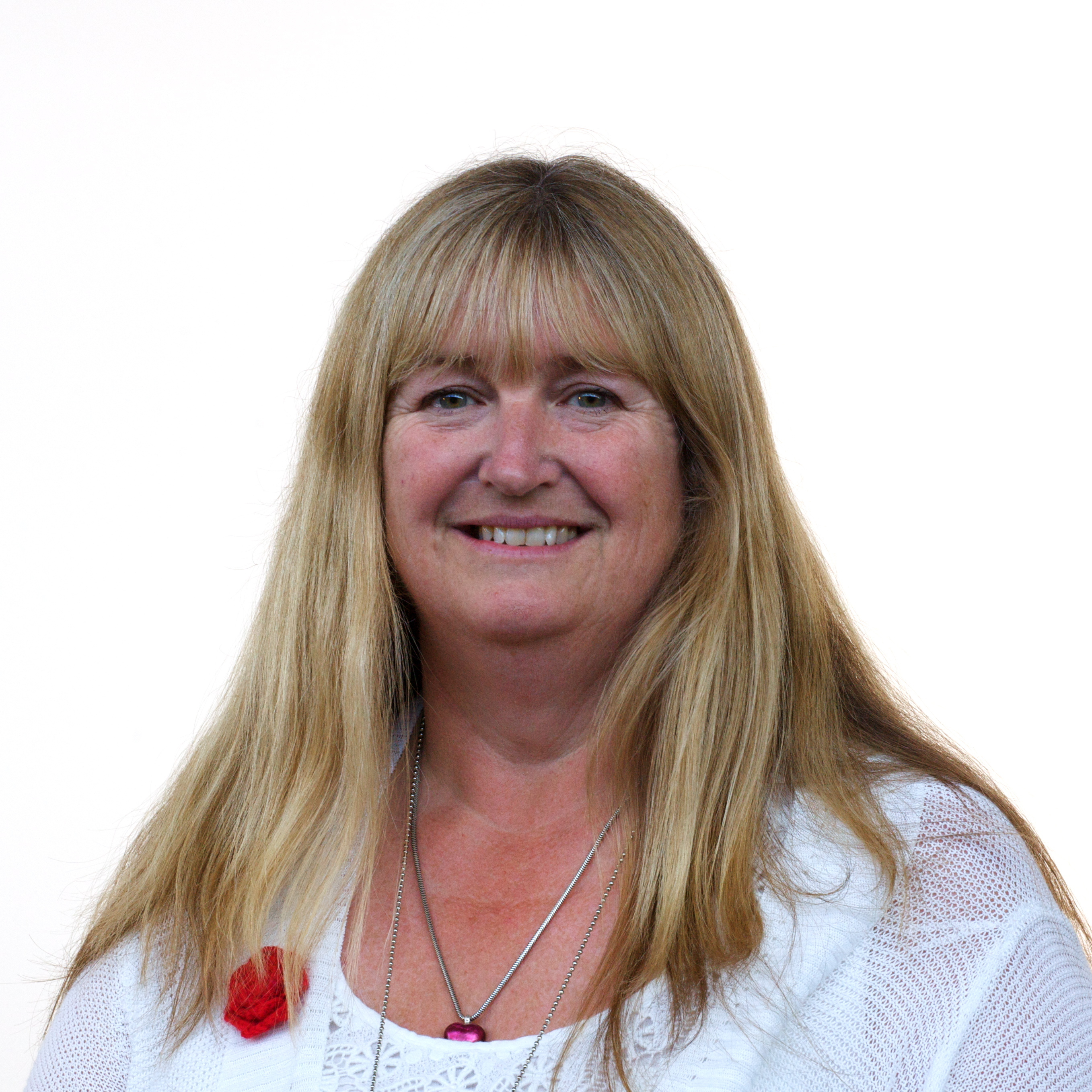
Julie James (Changement climatique)
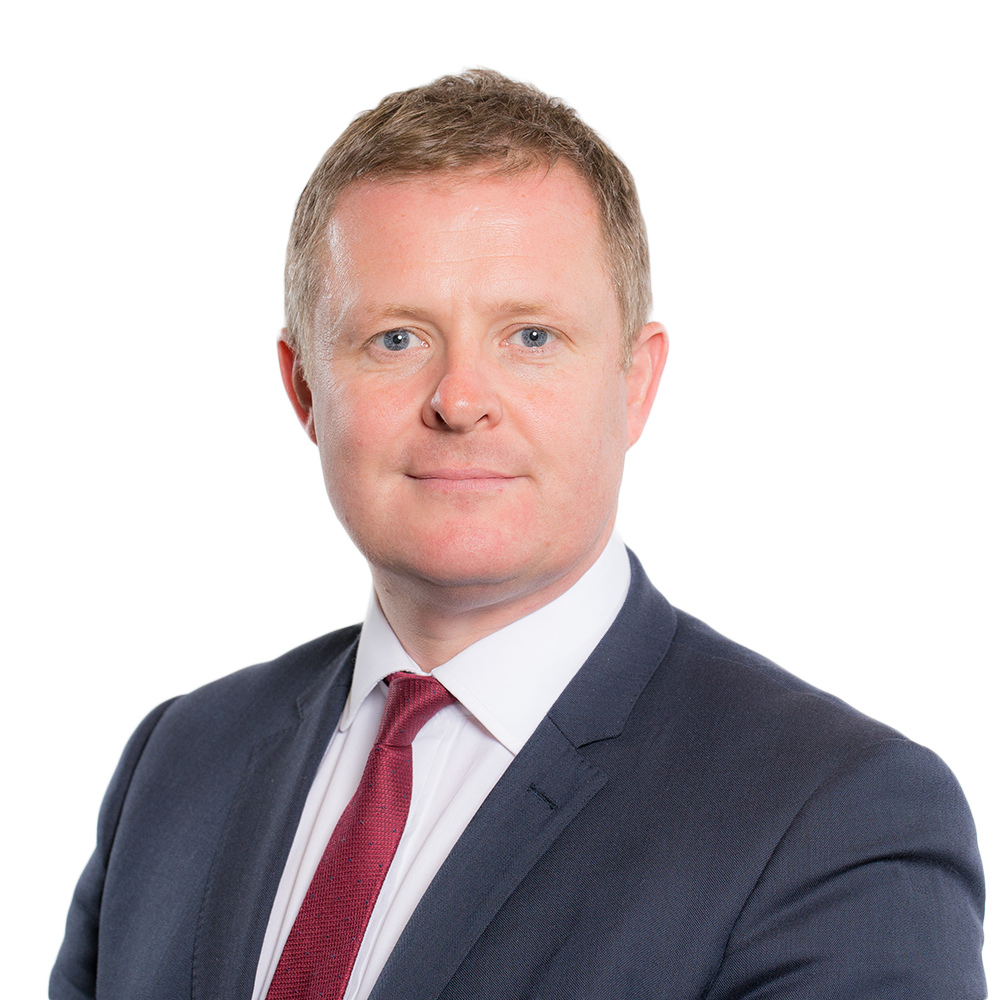
Jeremy Miles (Éducation et Langue galloise)
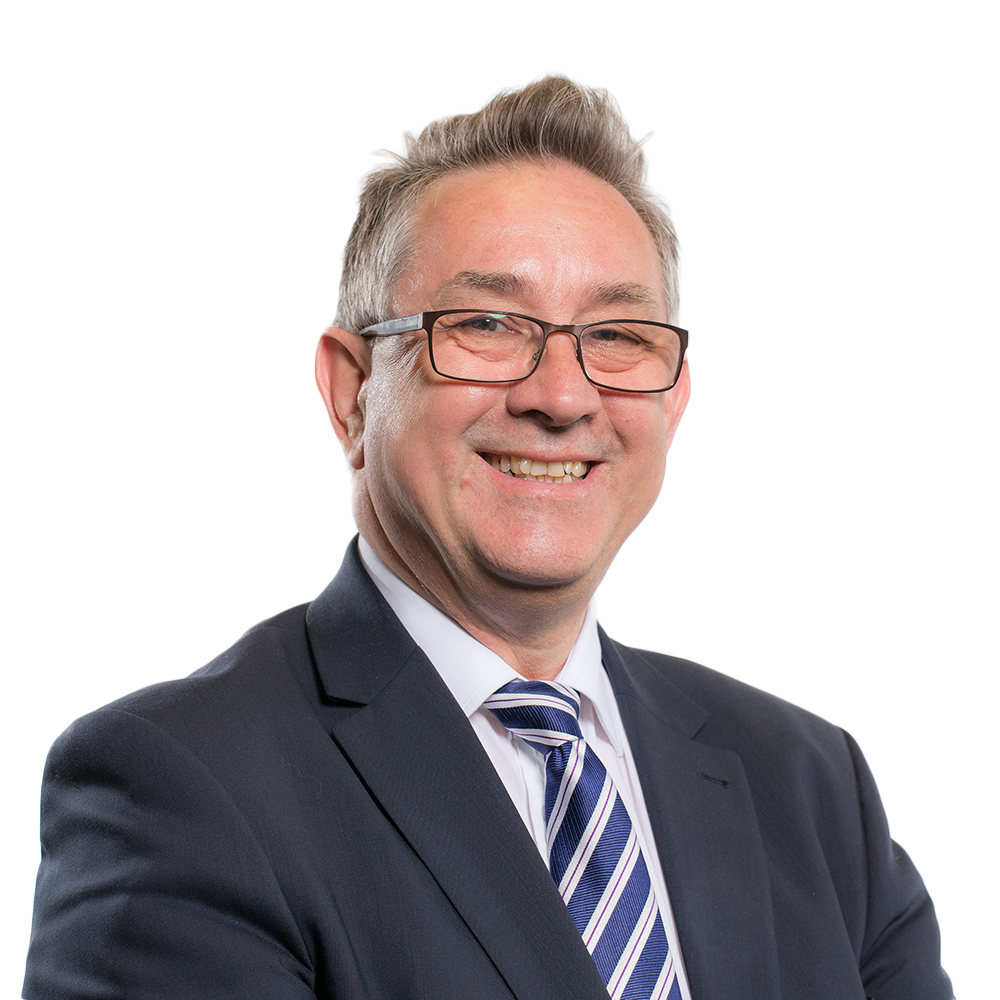
Mick Antoniw (conseiller général)

### Vice-ministres
Comme les membres du cabinet, les vice-ministres sont nommés par le premier ministre le 13 mai 2021,,.
| Poste | Identité            | Mandat                     | Groupe | Groupe             |
| --- | ------------------- | -------------------------- | ------ | ------------------ |
| Vice-ministre de la Santé mentale et du Bien-être Deputy Minister for Mental Health and Wellbeing Y Dirprwy Weinidog Iechyd Meddwl a Llesiant          | Lynne Neagle (en)   | 13 mai 2021 — 20 mars 2024 |        | Parti travailliste |
| Vice-ministre des Services sociaux Deputy Minister for Social Services Y Dirprwy Weinidog Gwasanaethau Cymdeithasol                                    | Julie Morgan (en)   | 13 mai 2021 — 20 mars 2024 |        | Parti travailliste |
| Vice-ministre des Arts et des Sports Deputy Minister for Arts and Sport Dirprwy Weinidog y Celfyddydau a Chwaraeon                                     | Dawn Bowden (en)    | 13 mai 2021 — 2 mai 2023   |        | Parti travailliste |
| Vice-ministre des Arts, des Sports et du Tourisme Deputy Minister for Arts, Sport and Tourism Dirprwy Weinidog y Celfyddydau, Chwaraeon a Thwristiaeth | Dawn Bowden (en)    | 2 mai 2023 — 20 mars 2024  |        | Parti travailliste |
| Vice-ministre du Changement climatique Deputy Minister for Climate Change Y Dirprwy Weinidog Newid Hinsawdd                                            | Lee Waters (en)     | 13 mai 2021 — 20 mars 2024 |        | Parti travailliste |
| Vice-ministre du Partenariat social Deputy Minister for Social Partnership Y Dirprwy Weinidog Partneriaeth Gymdeithasol                                | Hannah Blythyn (en) | 13 mai 2021 — 20 mars 2024 |        | Parti travailliste |

Galerie des vice-ministres
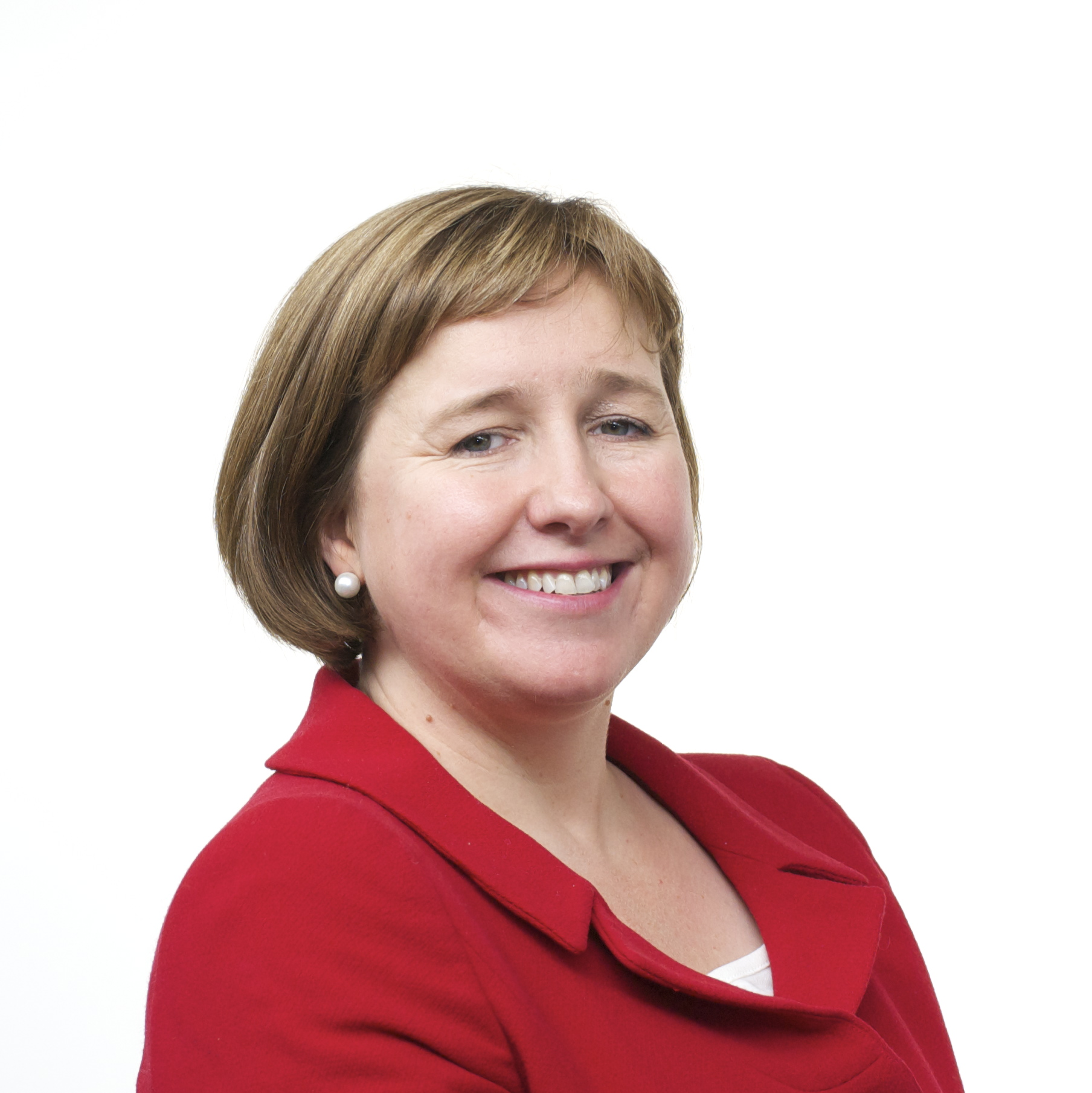
Lynne Neagle (Santé mentale et Bien-être)
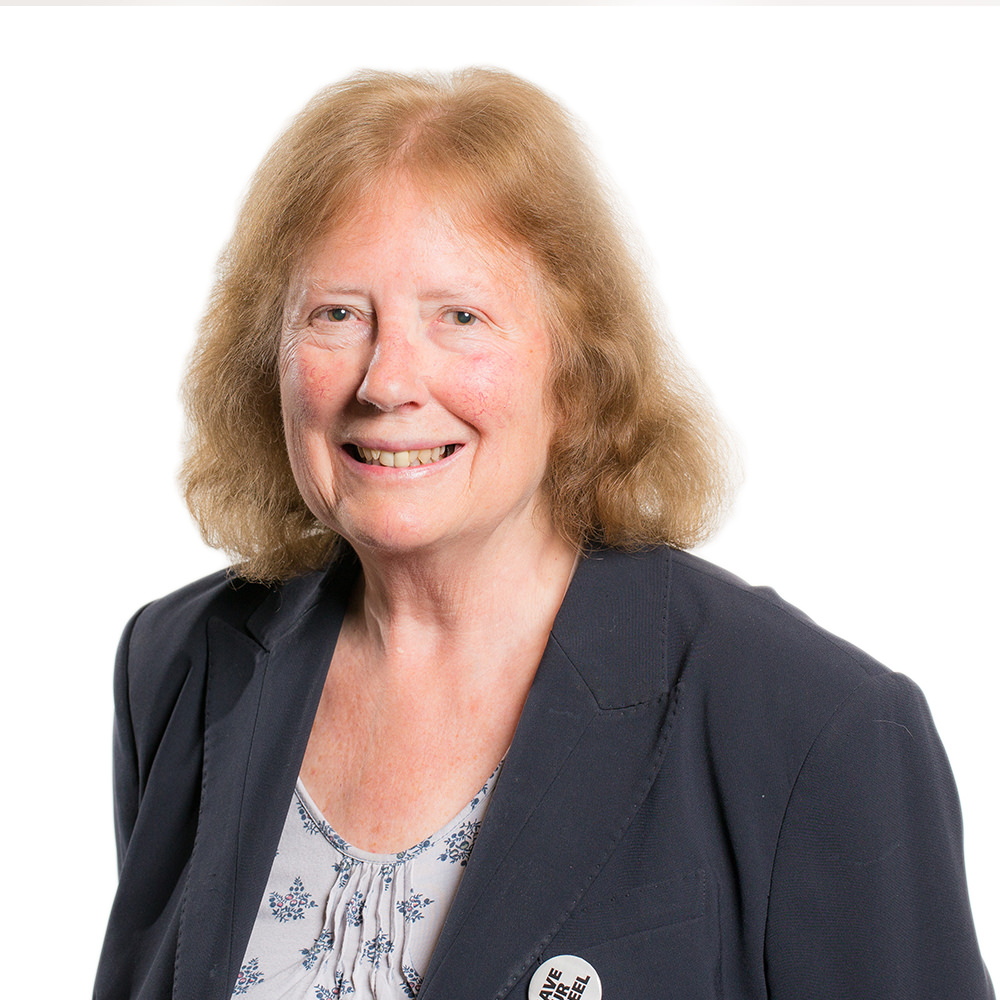
Julie Morgan (Services sociaux)
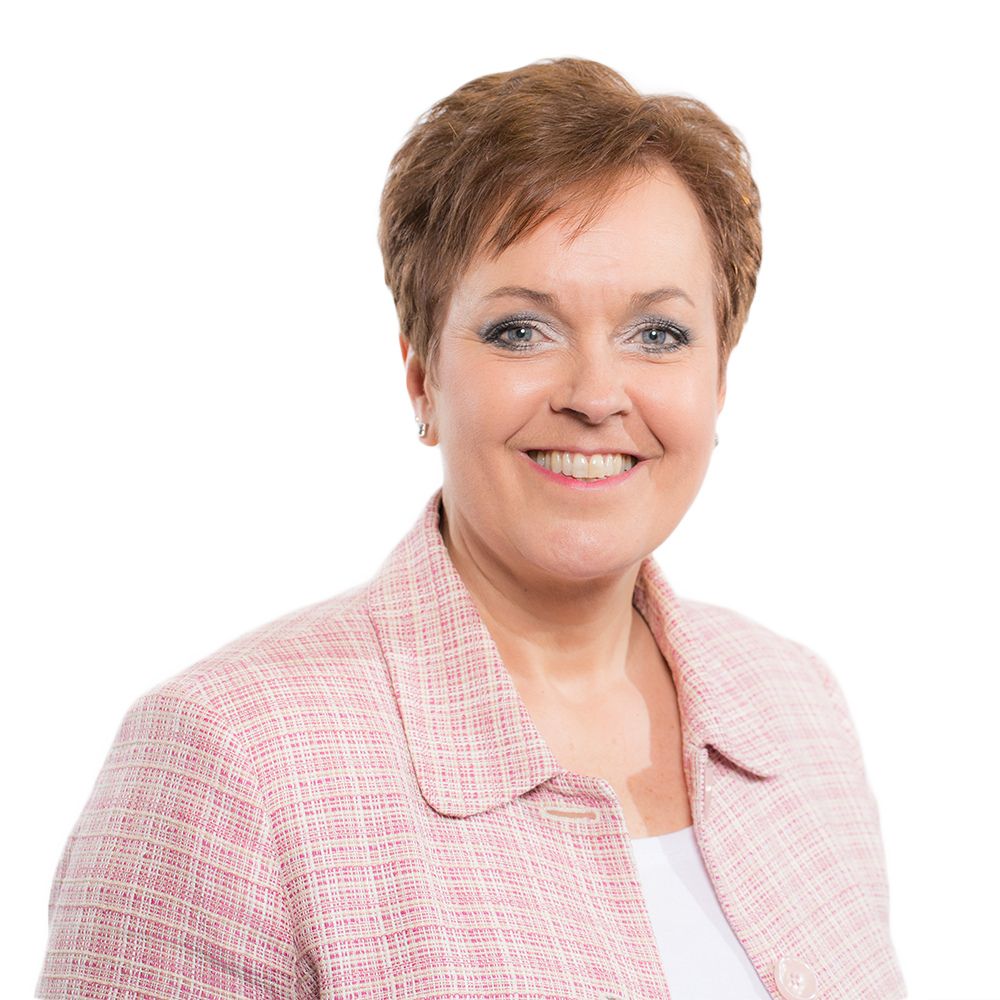
Dawn Bowden (Arts, Sports et Tourisme)
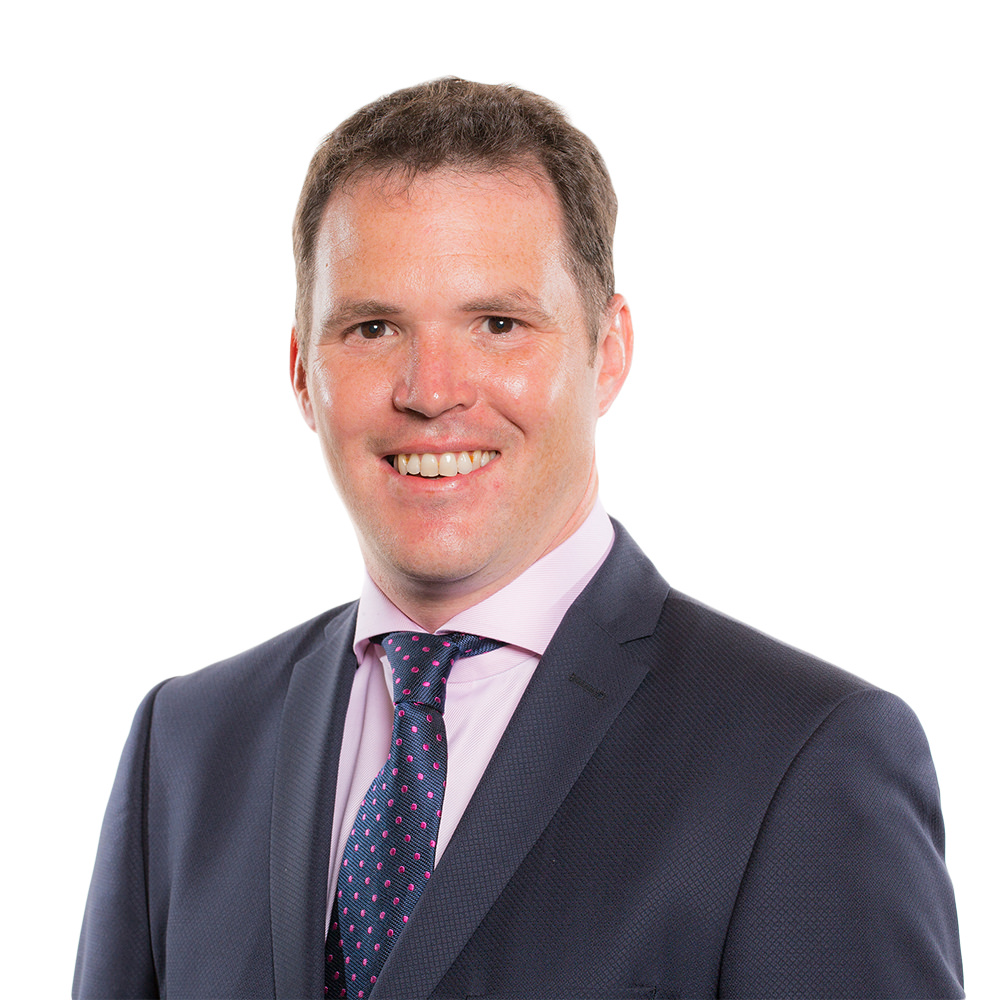
Lee Waters (Changement climatique)
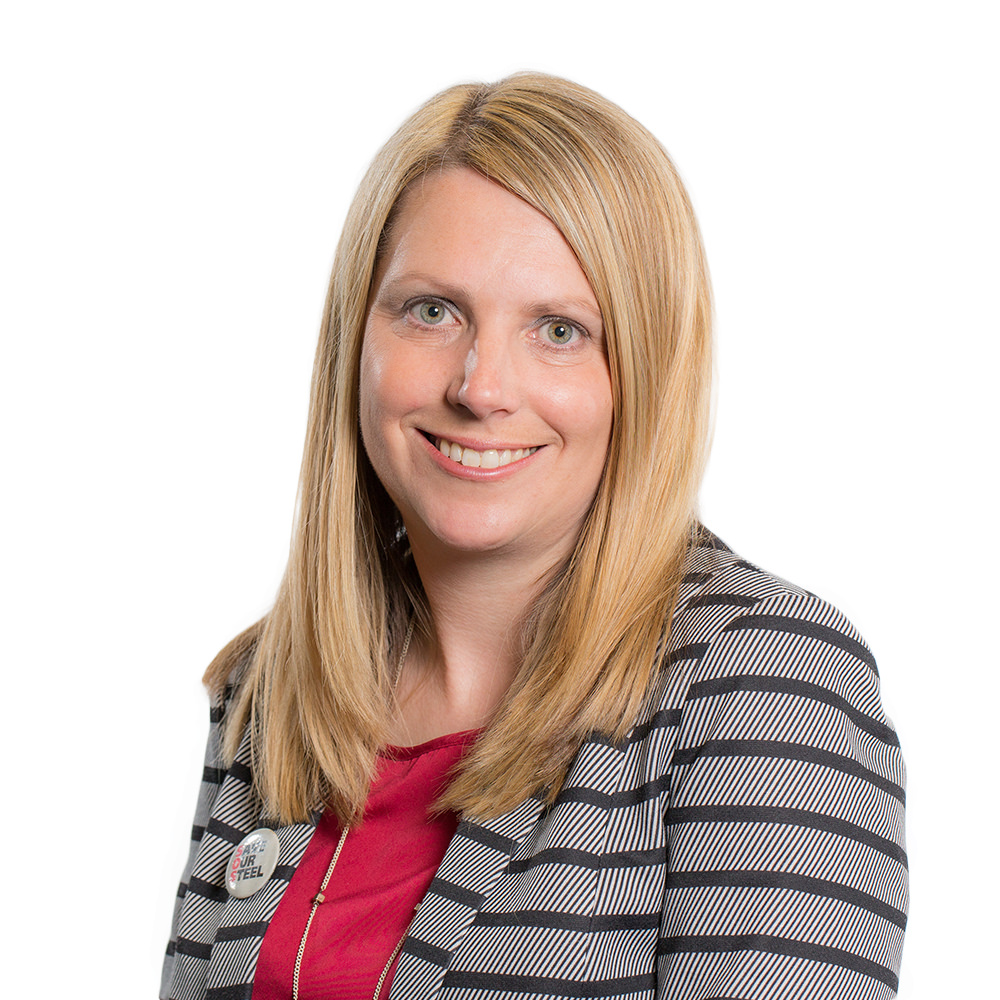
Hannah Blythyn (Partenariat social)